# Route des Esclaves en Côte d'Ivoire

La côte d'ivoire (Est de la costa de Barlovento) et les régions de départ de la traite atlantique

La route de l'esclave en Côte d'Ivoire s'inscrit dans le projet international de La route de l'esclave lancé par l'UNESCO en 1994. Il s'agit d'identifier des lieux de mémoire liés à la traite négrière.
Le projet de l'UNESCO est lancé en 1994 à Ouidah au Bénin sur proposition d'Haïti.
En Côte d'Ivoire, à ce jour[Quand ?], six localités ont été trouvées dont la rivière Bodo dans le village de Kanga Nianzé.